# Clint Eastwood (canção)
"Clint Eastwood" é o single de estreia da banda britânica virtual Gorillaz, lançado no disco homônimo em março de 2001. Alcançou a 3ª posição no Reino Unido e a 57ª nos Estados Unidos.
A música é um misto de música eletrônica, hip hop e rock com samples do filme de faroeste "Il buono, il brutto, il cattivo" (estrelado por Clint Eastwood, que não é mencionado na música em si). Os versos de rap são cantados por Del Tha Funkee Homosapien, que no videoclipe é retratado como um fantasma azul, enquanto o refrão da música é cantado por 2D.
Em performances ao vivo, letras alternadas frequentemente eram usadas para as partes de rap, e cantadas por outros rappers ao invés de Del. Somente a partir de 2017 a banda passou majoritariamente a executar a música ao vivo em sua versão com o rap de Del (o vocalista e co-criador do Gorillaz, Damon Albarn, já havia executado a canção com Del uma vez, durante a sua turnê solo, está turnê ocorreu em 2014), seja em playback ou com o rapper aparecendo em alguns shows.
Em outubro de 2011, a revista NME elegeu a canção como "uma das 150 melhores músicas dos últimos 15 anos". A publicação também incluiu a faixa na sua lista das "500 maiores canções de todos os tempos".

## Faixas
CD
1. "Clint Eastwood"
2. "Clint Eastwood" (Ed Case Refix Edit)
3. "Dracula"
4. "Clint Eastwood (Video)

Cassette
1. "Clint Eastwood"
2. "Clint Eastwood" (Ed Case Refix Edit)
3. "Dracula"

12"
1. "Clint Eastwood"
2. "Clint Eastwood" (Ed Case Refix Edit)
3. "Clint Eastwood" ham burger

## Vídeo
A animação da canção foi dirigida por Jamie Hewlett e Pete Candeland. Ela começa com o logo dos Gorillaz, e uma frase do filme Despertar dos Mortos em japonês e inglês "Every dead body that is not exterminated, gets up and kills. The people it kills, get up and kill" ("Todo corpo morto que não é exterminado, levanta-se e mata. As pessoas que ele mata, levantam-se e matam"). Essa frase foi retirada em algumas versões censuradas do vídeo.
O vídeo e o nome da canção são uma referência ao filme Três Homens em Conflito, estrelando Clint Eastwood. Closes dos rostos dos membros da banda são vistos durante todo o vídeo, uma característica de filmes como esse. A banda toca num cenário totalmente branco, e do boné de Russel sai um fantasma de Del, que passa a cantar a parte rap da canção, enquanto o fundo branco transforma-se em um cemitério.
No meio de uma intensa tempestade, mãos de zumbis de gorilas saem do chão, e logo depois, os gorilas inteiros se levantam. Murdoc tenta fugir dos zumbis, mas quando percebe que não vai conseguir fugir, ele e os gorilas começam a fazer uma dança referente ao clipe Thriller de Michael Jackson, até que um raio atinge o baixista. No fim do vídeo, os membros ficam parados no cemitério enquanto o sol nasce.
Este vídeo ganhou um prêmio no Rushes Soho Short Film Festival Awards de 2001, derrotando indicações como Blur, Fatboy Slim, Radiohead, e Robbie Williams.

## Paradas
| Parada (2002)                                  | Melhor posição |
| ---------------------------------------------- | -------------- |
| Austrália (ARIA)                               | 17             |
| Áustria (Ö3 Austria Top 75)                    | 2              |
| Bélgica (Ultratop 50 de Flandres)              | 21             |
| Bélgica (Ultratop 50 da Valônia)               | 11             |
| Dinamarca (Hitlisten)                          | 16             |
| Europa (Eurochart Hot 100)                     | 5              |
| França (SNEP)                                  | 17             |
| O campo songid é OBRIGATÓRIO PARA PARADA ALEMÃ | 2              |
| Irlanda (IRMA)                                 | 5              |
| Itália (FIMI)                                  | 1              |
| Países Baixos (Dutch Top 40)                   | 27             |
| Países Baixos (Single Top 100)                 | 26             |
| Nova Zelândia (Recorded Music NZ)              | 12             |
| Noruega (VG-lista)                             | 13             |
| Polónia (LP3)                                  | 10             |
| Suécia (Sverigetopplistan)                     | 7              |
| Suíça (Schweizer Hitparade)                    | 3              |
| Turquia Top 20 Chart                           | 9              |
| Reino Unido (UK Singles Chart)                 | 4              |
| Estados Unidos (Billboard Hot 100)             | 57             |
| Estados Unidos (Billboard Modern Rock Tracks)  | 3              |
| Estados Unidos (Billboard Top 40 Mainstream)   | 32             |

| Paradas (2012) | Melhor posição |
| -------------- | -------------- |
| França (SNEP)  | 194            |

### Paradas de fim de ano
| Paradas (2001)                        | Melhor posição |
| ------------------------------------- | -------------- |
| Austrália (ARIA)                      | 74             |
| Áustria (Ö3 Austria Top 40)           | 15             |
| Bélgica (Ultratop 50 Wallonia)        | 45             |
| França (SNEP)                         | 47             |
| Itália (FIMI)                         | 14             |
| Suíça (Schweizer Hitparade)           | 18             |
| Reino Unido (Official Charts Company) | 12             |

### Paradas de fim de década
| Paradas (2000–2009)                     | Melhor posição |
| --------------------------------------- | -------------- |
| Reino Unido Top 100 Songs of the Decade | 96             |